# 上国寺 (茅ヶ崎市)
上国寺（じょうこくじ）は、神奈川県茅ヶ崎市今宿にある日蓮宗の寺院。山号は妙厳山、院号は大乗院。旧本山は大本山中山法華経寺、旧寺格は平僧寺跡。寺法縁は親師法縁である可能性が高いが、歴代住職は池上芳師法類に所属している者が多い。

## 歴史
大本山中山法華経寺四院家の一・正中山浄光院の開基である大乗院日経が、応安年間(1368～1375年)に師の浄行院日祐（大本山中山法華経寺3世・本山光勝寺開山）を開山に迎え創建した。寺伝によれば、その際に千葉宗家第九代・千葉宗胤の長男である千葉胤貞が助力したという。また、不受不施義を確立し厳格な布教姿勢を貫いた久遠成院日親（本山本法寺開山）が一時期滞在したと伝えられている。その後、第4世・大乗院日門が伽藍を拡大、以後「大乗院」が院号となった事から特に中興を冠せられている。第36世・慈誘院日相の代に発生した関東大震災で本堂・庫裡が倒壊したが、翌年には再建。昭和36年（1961年）には第40世・日照によって本堂の修復及び庫裡の新築が行われた。その後、第41世・慈宏院日栄によって庫裡の増築及び墓地・参道等の境内整備が施された。

## 境内
本堂
RC造建築。

## 寺宝
日蓮聖人像
“三月日永正十一年 作之”の銘がある。寄木造・玉眼嵌入・前後矧ぎ・肩膝前は別木を用いる。およその寸法は像高32.0cm・袖張42.5cm・膝張26.0cm。市内最古の日蓮聖人像として平成8年（1996年）11月1日に茅ヶ崎市の重要文化財に指定された。

## 歴代住職
| 歴代     | 法号 （俗姓・道号）   | 命日（享年［数え年］）             | 経歴 |
| -------- | --------------------- | ---------------------------------- | --- |
| 開山     | 大輔阿闍梨 浄行院日祐 | 応安7年（1374年）5月19日（77歳）   | 大本山 正中山法華経寺（千葉県市川市中山） 3世 本山 松尾山光勝寺（佐賀県小城市松尾） 開山                                                                         |
| 2世      | 法宣院日英            | 応永30年（1423年）8月11日（83歳）  | 正中山法宣院（千葉県市川市中山） 3世 |
| 3世      | 久遠成院日親          | 長享2年（1488年）9月17日（82歳）   | 本山 叡昌山本法寺（京都府京都市上京区） 開山 本山 松尾山光勝寺（佐賀県小城市松尾） 15世                                                                          |
| 中興 4世 | 大乗院日門            | 永享8年（1436年）11月9日           | |
| 5世      | 日有                  | 長禄2年（1458年）11月13日          | 大本山 正中山法華経寺（千葉県市川市中山） 7世か |
| 6世      | 日修                  | 天文8年（1539年）4月11日           | |
| 7世      | 日善                  | 文亀2年（1502年）3月6日            | |
| 8世      | 日覚                  | 大永元年（1521年）4月8日           | |
| 9世      | 本行院日雄            | 明応7年（1498年）7月16日           | |
| 10世     | 善立院日意            | 寛永19年（1642年）                 | 妙厳山信隆寺（神奈川県茅ヶ崎市今宿） 開山 |
| 11世     | 円融院日隆            | 慶長5年（1600年）1月15日           | |
| 12世     | 大乗院日言            | 元和8年（1622年）10月7日           | |
| 13世     | 大乗院日顕            | 寛文元年（1661年）7月3日           | |
| 14世     | 大乗院日富            | 寛文11年（1671年）                 | 妙厳山信隆寺（神奈川県茅ヶ崎市今宿） 2世 |
| 15世     | 大乗院日従            | 享保11年（1726年）8月20日（82歳）  | |
| 16世     | 大乗院日妙            | 寛延2年（1749年）3月2日            | |
| 17世     | 永心院日要            | 寛政6年（1794年）8月6日            | |
| 18世     | 自行院日題            |                                    | |
| 19世     | 総持院日修            |                                    | |
| 20世     | 竜江院日生 (竜江)     | 天明6年（1786年）5月29日           | 本山・中村檀林 正東山日本寺（千葉県香取郡多古町） 89世能化 |
| 21世     | 情昇院日祐            |                                    | |
| 22世     | 善聴院日勇            |                                    | 池尻山常光院（東京都世田谷区池尻） 歴世 |
| 23世     | 円理院日寧            |                                    | 妙厳山信隆寺（神奈川県茅ヶ崎市今宿） 歴世 |
| 24世     | 通正院日凉            |                                    | |
| 25世     | 妙立院日迷            | 文政11年（1828年）3月4日           | |
| 26世     | 正寿院日理            |                                    | |
| 27世     | 本寿院日真            |                                    | |
| 28世     | 智善院日了            | 天保8年（1837年）6月28日           | |
| 29世     | 唯心院日成            | 明治5年（1872年）8月27日（77歳）   | 東山檀林 妙慧山善正寺（京都府京都市左京区） 490世能化 藤光山法華寺（山梨県甲府市武田） 22世                                                                      |
| 30世     | 常精院日光            |                                    | 大乗山妙昌寺（神奈川県中郡大磯町） 歴世 |
| 31世     | 顕寿院日久            |                                    | |
| 32世     | 慈明院日久            |                                    | 神光山長遠寺（神奈川県横浜市神奈川区） 27世 |
| 33世     | 芳樹院日園            | 明治33年（1900年）4月9日           | |
| 34世     | 本慈院日量            | 明治34年（1901年）7月15日          | |
| 35世     | 音量院日光 (里見日光) | 大正5年（1916年）3月29日           | |
| 36世     | 慈誘院日相 (竹内眞榮) |                                    | |
| 37世     | (竹内)                |                                    | |
| 38世     | 佛心院日經 (鈴野是經) | 昭和16年（1941年）6月30日（50歳）  | 寳光山本立寺（神奈川県藤沢市辻堂神台） 2世 了勝山妙安寺（神奈川県中郡二宮町） 歴世 寳光一心教会（神奈川県平塚市立野町） 2世 心實結社（神奈川県横浜市磯子区） 2世 |
| 39世     | 顯妙院日利 (鈴野顯妙) | 昭和19年（1944年）7月18日（32歳）  | 寳光山本立寺（神奈川県藤沢市辻堂神台） 准歴 心實結社（神奈川県横浜市磯子区） 加歴3世                                                                             |
| 40世     | 日照 (新倉海乗)       | 昭和42年（1967年）5月19日（68歳）  | |
| 41世     | 慈宏院日栄 (富川玄龍) | 平成24年（2012年）11月11日（98歳） | 権大僧正 |
| 42世     | (吉塚誠滋)            |                                    | 大乗山清光寺（東京都品川区南品川） 5世 |
| 43世     | (望月文敬)            |                                    | |

## 交通アクセス
- JR東海道線茅ケ崎駅北口より徒歩約30分
- 新湘南バイパス茅ヶ崎西インターチェンジより約1分